# روبرتو فرنانديز (لاعب كرة قدم)
روبرتو فرنانديز (بالإسبانية: Roberto Fernández Urbieta)‏ هو لاعب كرة قدم باراغواياني، ولد في 7 يونيو 2000 في كونسيبسيون في باراغواي. لعب مع نادي غواراني.

## وصلات خارجية
- روبرتو فرنانديز على موقع قاعدة بيانات كرة القدم.إي يو (الإنجليزية)
- روبرتو فرنانديز على موقع Soccerway.com (الإنجليزية)
- روبرتو فرنانديز على موقع عالم كرة القدم.نت (الإنجليزية)